# Apple One
Apple One est un abonnement proposé par Apple regroupant les principaux services payants de l'entreprise : Apple Music, Apple Arcade, Apple TV+, iCloud, et Fitness+ dans sa version française ou encore News+ dans certains pays. 

## Histoire
Apple One a été annoncé le 15 septembre 2020 avec le slogan « One : Unis pour le meilleur. » (« Apple One : Even better together. » en anglais) lors de l'événement de rentrée de la marque, pour une disponibilité prévue à l'automne suivant. 
Cet abonnement à tarif préférentiel vient renforcer l'intérêt qu'Apple porte aux services, et vise à diminuer sa dépendance à la vente de matériel, et donc augmenter ses revenus provenant des services qui sont plus réguliers (mensuels ou annuels). 
Le 29 octobre 2020, Apple annonce que le service sera disponible le lendemain, notamment en France avec l'offre "Individuel" et l'offre "Famille", comprenant Apple Music, Apple TV+, Apple Arcade, et 50 ou 200Go de stockage iCloud ,,.  
Dès début novembre 2021, Apple propose en France et dans 16 autres nouveaux pays, la disponibilité de l'abonnement "Premium" ou "Premier" en anglais, comprenant ainsi Apple Music, Apple TV+, Apple Arcade, 2 To de stockage iCloud et Apple Fitness+,,,.  

## Le concept
L'objectif de cet ensemble de services est de regrouper tout ou partie des services payant de la marque disponibles dans un pays donné de façon que l'utilisateur ne paye qu'une fois, et pour un tarif plus faible. Cette stratégie nouvelle permet à Apple de promouvoir ses nouveaux services, parfois moins connus du grand public ou moins populaires dans le but d'en augmenter le nombre d'utilisateurs et d'attirer des clients qui ne se seraient peut-être pas abonnés aux services de manière individuelle. 

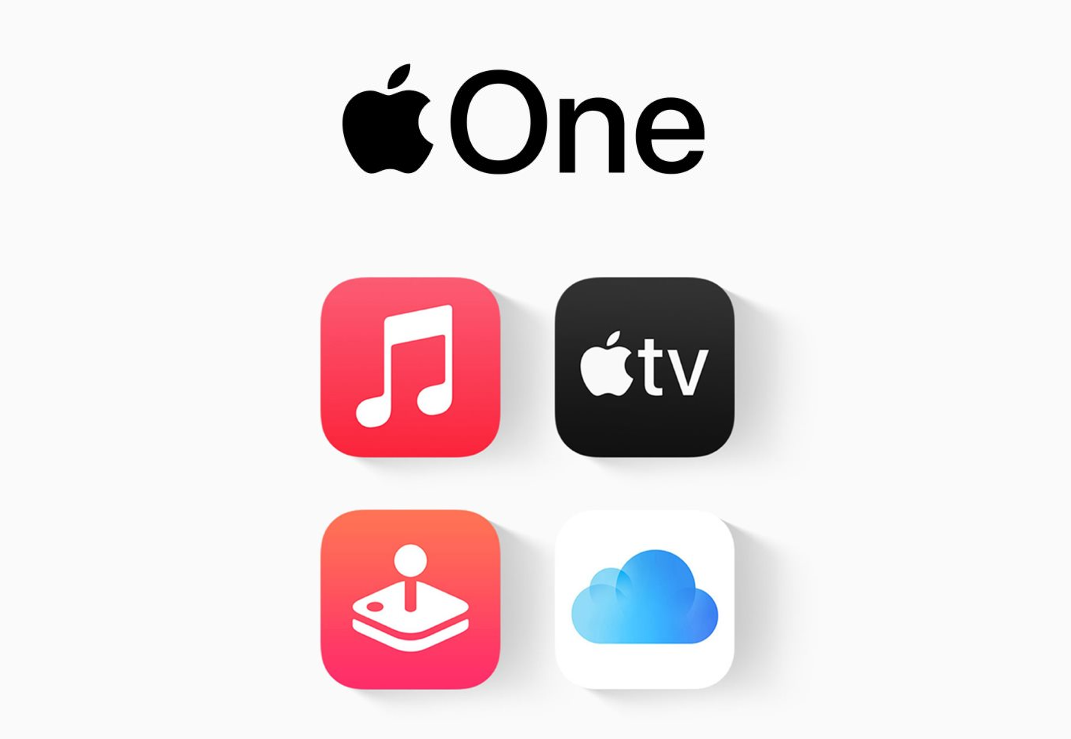
Les quatre services inclus dans le bundle de base d'Apple One.

Dans la majorité des pays, dont les pays francophones européens, Apple One va réunir iCloud, Apple TV+, Apple Music et Apple Arcade dans son offre de base et depuis novembre 2021 peut aussi inclure Apple Fitness+ dans une vingtaine de pays,, cependant, si un des quatre services de base n'est pas disponible dans un pays, Apple One ne sera alors pas disponible non plus dans ce pays.  
Ce bundle peut aussi inclure un autre service qu'est Apple News+, en plus des cinq autres services dans l'offre "Premier", mais cette extension n'est disponible que dans 4 pays, les États-Unis, le Royaume-Uni, le Canada (français et anglais), et l'Australie. 

## Offres
Il existe trois offres, l’offre Individuelle incluant 50 Go de stockage iCloud, Apple TV+, Apple Music et Apple Arcade. L’offre famille (partageable avec 5 personnes de la famille iCloud) incluant 200 Go iCloud, Apple TV+, Apple Music et Apple Arcade. Et l’offre premium (également partageable avec 5 personnes) incluant 2 To iCloud, Apple TV+, Apple Music Apple Arcade et Apple Fitness+.
L’offre Premium peut être combinée avec l’abonnement iCloud+ 2 To, offrant ainsi un total de 4 To de stockage sur iCloud.

### Augmentation des tarifs
En octobre 2023, Apple annonce une augmentation des tarifs de Apple One. L’offre individuelle passe de 16,95€ à 19,95€, l’offre famille passe de 22,95€ à 25,95€ et l’offre premium de 31,95 à 34,95.

## Accueil du service

### Par les entreprises
Après l'annonce du service, Spotify a rapidement exprimé son mécontentement vis-à-vis de la nouvelle stratégie d'Apple. En effet, le géant du streaming audio et concurrent direct d'Apple Music (inclus dans Apple One) parle de « position dominante et de pratiques déloyales »,, et appelle « les autorités de la concurrence à agir de toute urgence ». En réponse, Apple a indiqué que « les clients peuvent découvrir et profiter d’alternatives à chacun des services Apple », mettant en avant l'avantage du rapport qualité / prix pour les consommateurs.

### Par la presse
La presse est divisée quant à l'arrivée de cette offre. Certains médias y voient un système permettant à Apple de rapidement muer vers les services, d'offre ultime pour tous les services de la marque et comparent ce service à l'offre Prime d'Amazon,. Cependant, ce groupement de services est également vu comme « une arme ultime » ayant pour but de « terrasser les services concurrents ». C'est notamment ce que dénonce Spotify, concurrent direct d'Apple Music, déjà à l'origine de l'enquête de l'Union européenne concernant les pratiques anticoncurrentielles de l'App Store.